# Walther SP22
La SP22 es una pistola semiautomática  modular fabricada por Walther Sportwaffen y distribuida por Smith & Wesson. Está recamarada en el cartucho .22 LR y está diseñada para tiro de competición y deportivo. Está fabricada con un con un armazón compuesto, alojamiento de aluminio y todos los componentes internos son de acero. Walther posee cuatro modelos diferentes de la SP22: el SP22 M1, SP22 M2, SP22 M3 y SP22 M4, así como múltiples accesorios para customización.

## Variantes

### SP22 M1
La versión básica. La M1 está equipada con un cañón estándar de 4" (10 cm), miras de acero ajustable, y un gatillo de dos etapas completa con tope de gatillo ajustable.

### SP22 M2
La modelo M2 presenta un cañón de 6" (15 cm) más largo para mayor velocidad y precisión.

### SP22 M3
La modelo M3 presenta un cañón de 6" pulgadas junto con un gatillo ajustable. También posee railes Picatinny en la parte superior y debajo. Viene con empuñaduras de polímero más grandes y un retén de cargador de liberación rápida.

### SP22 M4
Este modelo conserva las mismas características estándar que se encuentran en la M3, pero incluye una empuñadura de madera con soporte para la mano ajustable. Carece de railes Picatinnis. 